# ジャンヌ・シャバート
ジャンヌ・デュラン・シャバート（Jeanne Durand Chabbert、1909年8月1日 - 2022年2月10日）は、フランスのスーパーセンテナリアン。フランス・マザメット在住だった長寿の女性。

## 人物
1909年8月1日、チャールズ・デュランとマリー・エマの間に生まれる。少なくとも2011年以降より、同地の老人ホームにて暮らしている。2021年5月22日にジャンヌ・ボットが死去したことに伴い、オクシタニー地域圏最高齢人物となった。
2022年2月10日に死去。112歳193日没。